# David Schickler (Autor)

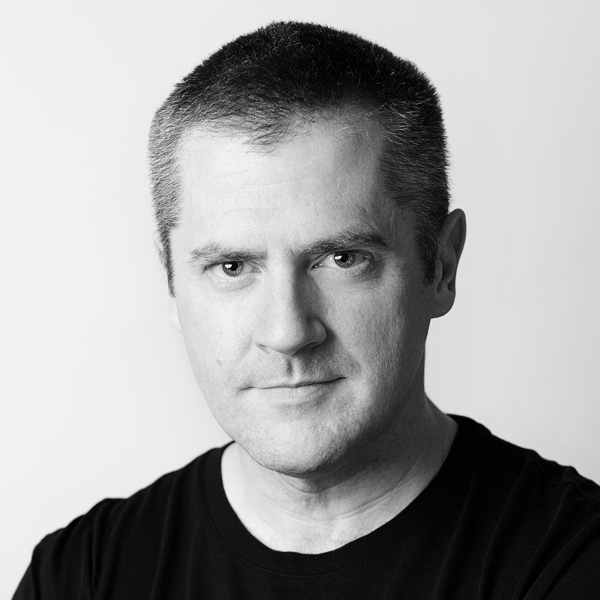
David Schickler (2013)

 David Schickler (geboren 30. Juli 1969 in Rochester) ist ein US-amerikanischer Schriftsteller.

## Leben
David Schickler studierte an der Georgetown University und an der Columbia University. Er arbeitet seither als freier Autor und schreibt Scripts für Fernsehfilme. Seine Erzählungen erschienen u. a. im The New Yorker, für die darin zuerst veröffentlichte Erzählung The Smoker erhielt er 2001 einen O.-Henry-Preis. Schickler ist ein Ideengeber und Co-Produzent für die Fernsehserie  Banshee – Small Town. Big Secrets., die 2013 im amerikanischen Bezahlfernsehen anlief.

## Werke
- The Dark Path: a memoir. Riverhead Books, New York 2013
- Sweet and vicious. Dial Press, New York 2004
  - Fette Klunker: Roman. Übersetzung Anke Caroline Burger. Blessing, München 2005
- Kissing in Manhattan. Dial Press, New York 2001
  - Die Kunst des Küssens in Manhattan: ein Roman in elf Episoden. Übersetzung Barbara Heller. Blessing, München 2001